# Hugo René Rodríguez
Hugo René Rodríguez Corona (Torreón, 14 marzo 1959) è un ex calciatore messicano, di ruolo attaccante.

## Carriera

### Club
Ha giocato nella prima divisione messicana.

### Nazionale
Ha partecipato ai Mondiali Under-20 del 1977.
Con la nazionale messicana ha preso parte al campionato del mondo 1978, tenutosi in Argentina.